# Silésia
Silésia (em polaco Śląsk, em silesiano Ślůnsk, em alemão Schlesien, em checo Slezsko) é uma região histórica dividida entre a Polônia, a Chéquia (Tchéquia) e a Alemanha. A Silésia é uma importante zona industrial da Polônia e da Chéquia. No entanto, nos últimos anos depois das mudanças políticas ocorridas em 1989, a região tem sofrido enormes restruturações econômicas que implicam o fechamento de dezenas de minas.
As cidades mais importantes são Cieszyn (Polônia/Chéquia), 
Bytom (Polônia), Chorzów (Polônia), Glogów (Polônia), Görlitz (Alemanha), Hoyerswerda (Alemanha), Katowice (Polônia), Legnica (Polônia), Opava (Chéquia), Opole (Polônia), Ostrava (Rep. Checa) e Breslávia (Polônia).

## Topônimo
Uma teoria reivindica que o nome latino Silésia é derivado de silingos, que em sua maior parte era um povo vândalo que supostamente viveu ao sul do mar Báltico ao longo dos rios Elba, Oder e Vístula no século II. Quando os silingos se deslocaram da região durante o período de migrações bárbaras, eles deixaram provas de sua civilização para trás.
As mais evidentes provas são os nomes de lugares, que eram adotados (na forma eslava) pelos novos habitantes, que eram de fato eslavos (polonês: Śląsk, polonês antigo Śląžsk [-o], eslavo antigo *Sьlьąžьskъ [<*Sьlьągьskъ], do vândalo antigo *Siling-isk [terra]). Esses povos se tornaram associados com o lugar, e passaram a ser conhecidos desde então como silesianos (forma latinizada do nome em polonês Ślężanie), mesmo que eles tivessem pouca coisa em comum com os silingos. Achados arqueológicos dos séculos VII e VIII também descobriram antigas áreas amplamente habitadas, protegidas por um grande sistema de fortificações no oeste e no sul. A falta de um sistema semelhante no norte e no leste supõe que a noção de Silésia era parte de um grande estado habitado por antigas tribos eslavas.

## História

### Povos antigos
A Silésia era habitada por vários povos que pertenciam às culturas arqueológicas da Idade da Pedra, Idade do Bronze e Idade do Ferro.
De acordo com Tácito, no século I a Silésia era habitada por uma liga multi-étnica denominada Lúgios. Os silingos eram também parte desta federação, que na maioria eram povos vândalos que viviam ao sul do Mar Báltico na região dos rios Elba, Oder e Vístula.

### Idade Média

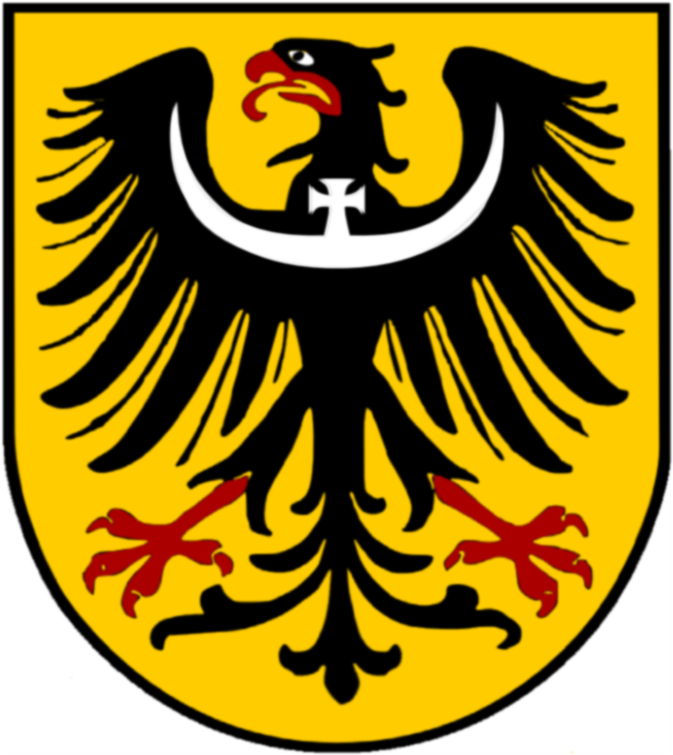
Brasão da Silésia.

Documentos antigos mencionam algumas tribos que muito provavelmente viviam na Silésia.
O "Geógrafo Bávaro" (cerca de 845) especifica os seguintes povos: slenzanie, dzhadoshanie, opolanie, lupiglaa e golenshitse. Um documento do Bispado de Praga de 1086 também menciona os zlasane, trebovyane, poborane e dedositze.
Nos séculos século IX e X, o território que seria depois chamado Silésia foi submetido aos governantes morávios e depois aos boêmios da região vizinha ao sul onde hoje é a Tchéquia. Por volta de 990, a Silésia foi incorporada à Polônia por Miecislau I (embora alguns historiadores movam esta data para 999 e para o governo de Boleslau I, duque da Polônia e último rei da Polônia). Durante a fragmentação da Polônia (1138 - 1320), dentro dos ducados governados por diferentes ramos da dinastia Piast, a Silésia era governada por descendentes da antiga família real.

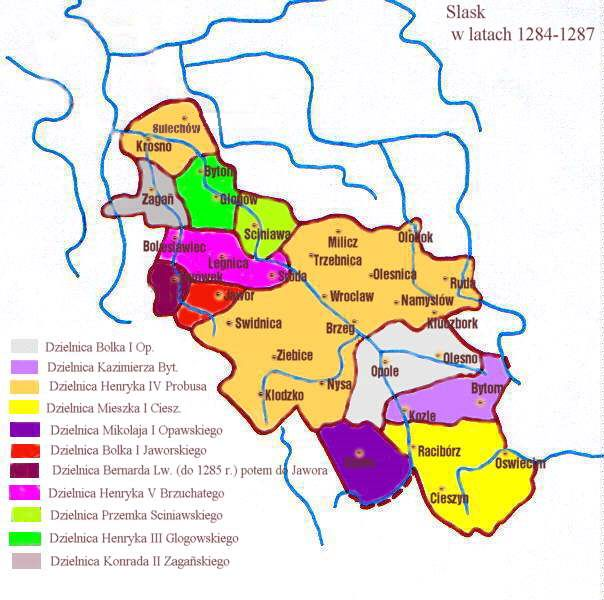
A divisão da Silésia nos anos 1284-1287

Em 1146, o duque Vladislau II reconheceu a soberania do Sacro Império Romano-Germânico sobre a Polônia, mas continuou governando do exílio. Dezessete anos depois, em 1163, seus dois filhos tomaram posse da Silésia com apoio imperial, dividindo as terras entre eles como duques da Baixa e da Alta Silésia. A política de divisão continuou sob seus sucessores, com a Silésia sendo dividida em 16 principados por volta de 1390.
Em 1241, a região sentiu a invasão mongol da Europa. Após atacar a região da Pequena Polônia, eles entraram na Silésia e causaram pânico generalizado e migrações em massa. Os mongóis pilharam a região mas desistiram do cerco ao castelo de Breslávia. Os mongóis derrotaram forças combinadas polonesas e germanas na Batalha de Legnica (Liegnitz). Devido à morte de Oguedai Cã, os mongóis desistiram de seguir mais a oeste dentro da Europa, retornando para leste.
Os soberanos governantes silesianos decidiram reconstruir suas cidades de acordo com ideias administrativas da época. Eles fundaram ou relocaram cerca de 160 cidades e 1 500 vilas e impuseram um código germânico de leis no lugar do antigo, costumeiramente de leis polonesas. Eles também compensaram a população perdida pelas investidas estrangeiras, trazendo alemães do Sacro-Império Romano-Germânico. Com isso, e com as classes dominantes adotando a cultura germânica, as bases para as tensões étnicas que viriam a acontecer na Silésia foram assentadas.
Na segunda metade do século XIII, várias ordens de cavaleiros também se estabeleceram na Silésia - os Cavaleiros da Cruz com Estrela Vermelha foram os primeiros, seguidos em pouco tempo pela Ordem dos Hospitalários e pelos Cavaleiros Teutônicos.
Em 1327, o duque Henrique VI de Breslávia e os duques da Alta Silésia reconheceram a soberania do rei da Boêmia e Conde do Luxemburgo, João da Boémia. Os últimos ducados Piast independentes na Silésia deixaram de existir em 1368, embora o ramo silesiano da dinastia Piast só tenha sido extinto em 1675. A partir dessa época a Silésia indiretamente tornou-se parte do Sacro Império Romano-Germânico, sendo a Boêmia uma entidade autônoma dentro do império. A Silésia permaneceu como parte das terras da coroa da Boêmia até 1742, sob as dinastias reais tchecas, polonesas e alemãs. Sob o governo do imperador e rei da Boêmia Carlos IV, a Silésia e especialmente Breslávia ganharam grande importância - vários edifícios e enormes igrejas góticas foram construídos.
Entre 1425 e 1435, a região foi devastada pelas Guerras Hussitas na Boêmia. Os hussitas se voltaram contra a população alemã, e em algumas regiões, especialmente na Baixa Silésia, tornaram-se eslavo-falantes novamente. Apesar da abrangência territorial do conflito, a Silésia permaneceu em sua maioria católica.

### Idade Moderna
A Reforma Protestante do século XVI foi aceita rapidamente na Silésia, e a maioria dos habitantes se tornaram luteranos. Em 1526, o rei Fernando I foi eleito para a coroa da Boêmia e herdou as posses da dinastia Habsburgo. Em 1537, o duque Piast Frederico II de Brzeg, concluiu o tratado com o Príncipe-eleitor Joaquim II de Brandemburgo, segundo o qual os Hohenzollerns de Brandemburgo herdariam o ducado devido à extinção dos Piasts, mas o tratado foi rejeitado por Fernando I.
A segunda "Defenestração de Praga" em 1618 estimulou a Guerra dos Trinta Anos, causada pelas tentativas do rei Fernando II para restaurar o Catolicismo e reprimir o Protestantismo. Após o fim da Guerra dos Trinta Anos em 1648, os Habsburgos encorajaram grandemente o Catolicismo, o que sucedeu na reconversão de cerca de 60% da população da Silésia. Em 1675, o último governante Piast silesiano tinha morrido.
Em 1740, a tomada da Silésia pelo rei Frederico II da Prússia, foi recebida com prazer pelos silesianos, tanto por protestantes como pelos católicos. Frederico II baseou suas reivindicações no Tratado de Brieg, iniciado com a Guerra de Sucessão Austríaca e terminado em 1748. No fim dessa guerra, o rei da Prússia havia conquistado quase toda a Silésia (algumas partes da Silésia no extremo sudeste permaneceram sob domínio austríaco), e a Guerra dos Sete Anos (1756 - 1763) apenas confirmou o resultado - a Silésia se tornou uma das mais leais províncias da Prússia. Em 1815, a área em torno de Görlitz foi incorporada como parte da província numa reforma administrativa.

### Silésia na Prússia

Bandeira

Província de Silésia (1871)

A Silésia se tornou parte do Império Alemão quando a Alemanha foi unificada em 1871. Havia considerável industrialização na Alta Silésia, e houve migração de muitas pessoas para essa região nessa época. A maioria da população da Baixa Silésia era germano-falante e luterana, incluindo a capital Breslávia, então conhecida como Breslau. Havia áreas tais como o distrito de Opole e partes da Alta Silésia, contudo, onde uma grande parte ou até mesmo a maioria da população era polaco-falante e católica romana. Na Silésia como um todo, os poloneses compunham cerca de 30% da população. A Kulturkampf coloca os católicos em oposição ao governo e inicia um renascimento polonês na província.
Após a derrota do Império Alemão e da Áustria-Hungria na Primeira Guerra Mundial, as partes austríacas da Silésia foram dividas entre a Polônia e a Tchecoslováquia. No Tratado de Versalhes, foi decidido que a população da Alta Silésia alemã deveria realizar um plebiscito para determinar o futuro da província, com a exceção de uma área de 333 km² em torno de Hlučín, que foi entregue à Tchecoslováquia em 1920 apesar do fato de possuir população de maioria alemã. O plebiscito entre Alemanha e Polônia, organizado pela Liga das Nações, foi realizado em 1921 - resultando em 706 000 para a Alemanha e 479 000 votos para a Polônia. No sudeste, que era a espinha dorsal da economia e da indústria, havia uma forte maioria polonesa.

### Entre as duas grandes guerras

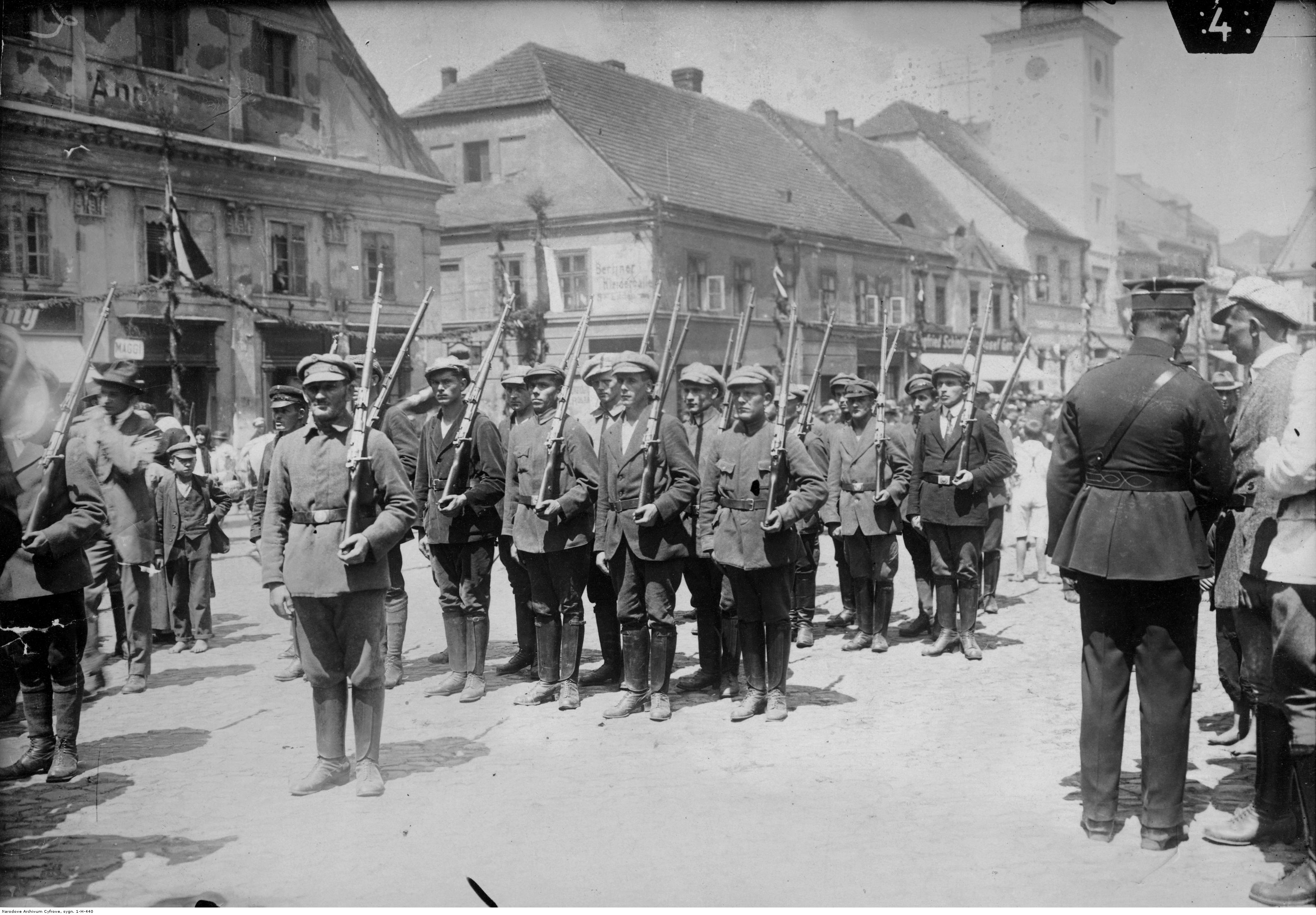
Revoltas na Silésia

Após o referendo, houve três insurreições silesianas, como resultado de que a Liga das Nações decidiu que a província deveria ser dividida novamente e que as áreas que votaram pela Polônia deveriam se tornar uma área autônoma dentro da Polônia, organizada como a Voivódia Silésia (Autonomiczne Wojewodztwo Śląskie). Uma das figuras políticas centrais que conduziu estas mudanças foi Wojciech Korfanty.

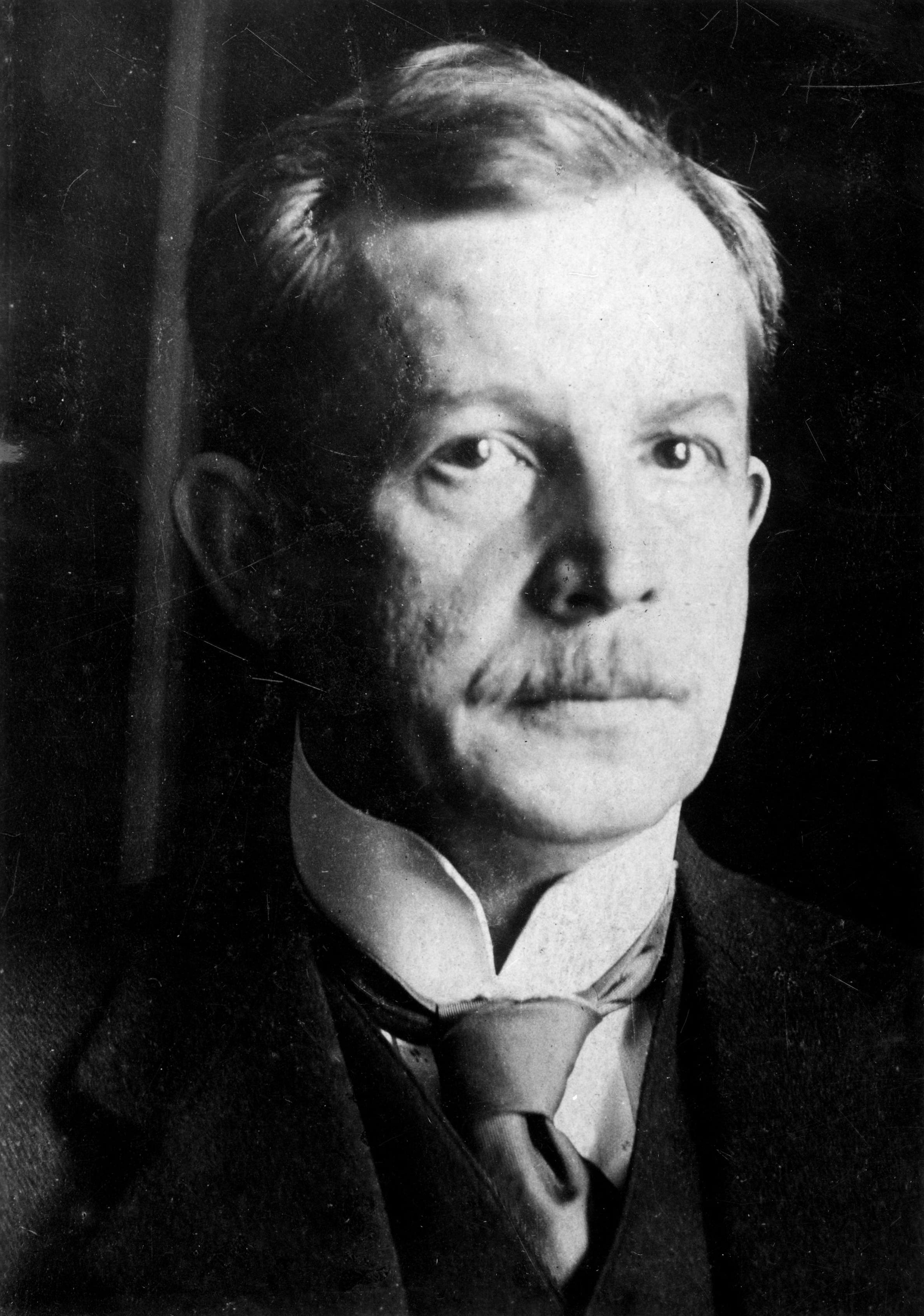
Wojciech Korfanty

As revoltas ocorreram entre 1919 e 1921:
- Primeira revolta silesiana, de 16 a 26 de agosto de 1919;
- Segunda revolta silesiana, de 19 a 25 de agosto de 1920;
- Terceira revolta silesiana, de 2 de maio a 5 de julho de 1921.

A Silésia foi então reorganizada dentro das duas províncias prussianas da Alta Silésia e da Baixa Silésia. Em outubro de 1938, a Silésia Cieszyn (área disputada a oeste do rio Olza, também chamada Zaolzie - 906 km² com 258.000 habitantes), foi retomada pela Polônia da Tchecoslováquia, como previa o Acordo de Munique.
A Alemanha novamente ocupou essa região da Silésia em 1939, quando o ataque em setembro deu início à Segunda Guerra Mundial. Os silesianos poloneses foram massivamente mortos ou deportados, e os novos colonos alemães retornaram para a Alemanha após essas atrocidades.

### Silésia após a Segunda Guerra Mundial

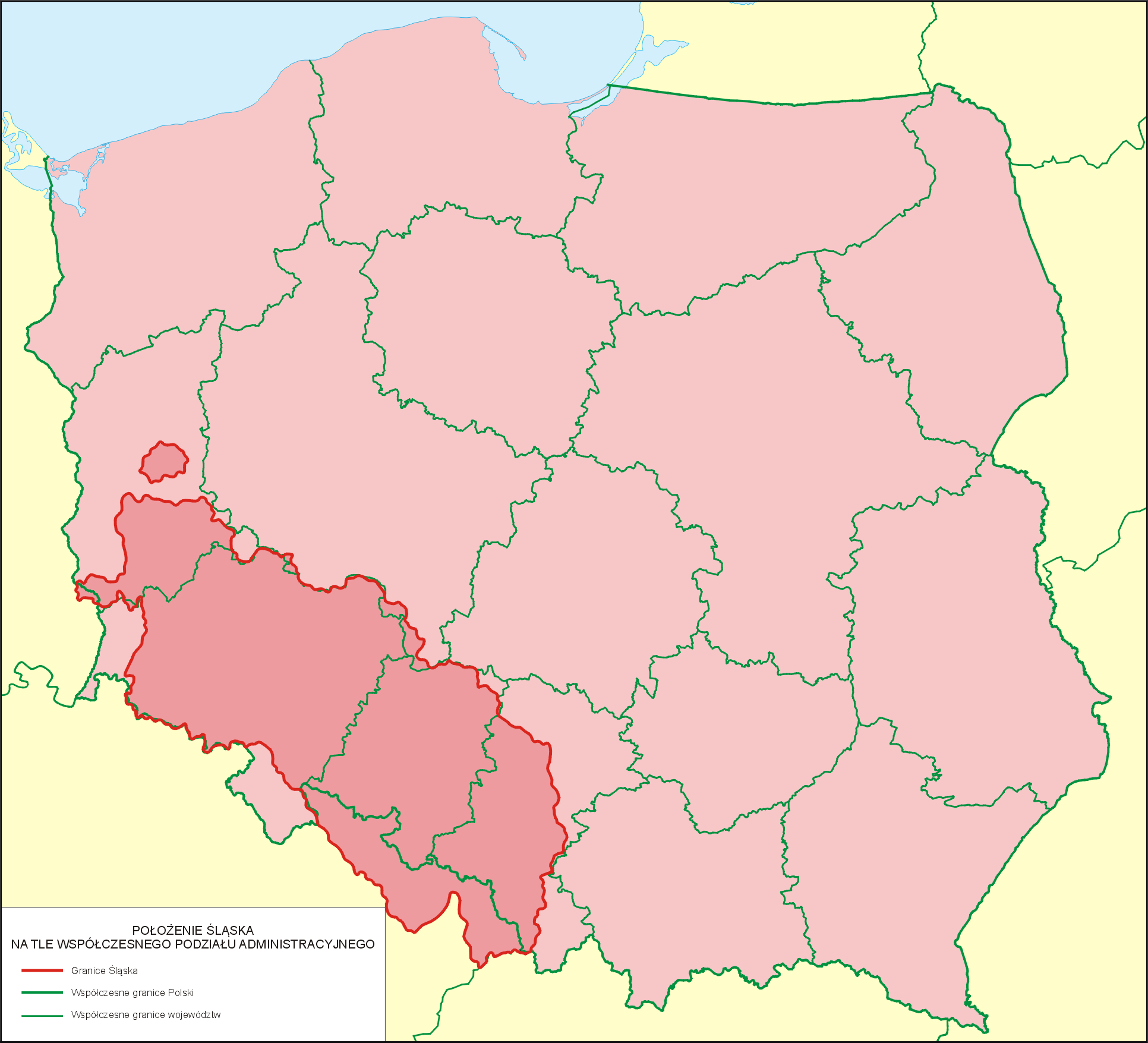
Localização da Silésia contra as fronteiras da Polónia

Em 1945, toda a Silésia foi ocupada pelo Exército Vermelho soviético. Até então uma grande parte da população alemã havia fugido da Silésia, mas muitos retornaram após a capitulação alemã. Sob os termos dos acordos da Conferência de Ialta de 1944 e da Conferência de Potsdam de 1945, a maior parte da Silésia a leste dos rios Oder e Neisse foi transferida para a Polônia. A maior parte dos silesianos alemães remanescentes, que antes da segunda guerra eram cerca de quatro milhões, foram mortos ou forçadamente expulsos. Uma pequena parte da Silésia, em torno da cidade de Görlitz, passou a fazer parte da Alemanha Oriental, sendo agora parte do Estado Federal da Saxônia na atual Alemanha.
A indústria da Silésia foi reconstruída após a guerra, e a região foi repovoada pelos poloneses (a maioria poloneses que haviam sido expulsos das terras anexadas pela União Soviética). Hoje, mais de 20% da população da Polônia vive na Silésia.

## Demografia
A moderna Silésia é habitada em sua maioria por poloneses, mas também por minorias silesianos, alemãs, tchecas e morávias. O último censo polonês de 2002 mostrou que os silesianos são a maior minoria étnica na Polônia, sendo os alemães a segunda - ambos os grupos estão localizados principalmente na Silésia. A parte tcheca da Silésia é habitada por tchecos, morávios e poloneses.
Antes da Segunda Guerra Mundial, a Silésia era habitada por alemães, poloneses e tchecos. Em 1905, um censo mostrou que 75% da população era alemã e 25% polaca. Durante e depois da segunda guerra, a maioria dos silesianos alemães fugiu da Silésia, foram retirados, expulsos ou emigraram; um grande grupo de silesianos vive hoje na Alemanha. Para uma integração suave na sociedade alemã, eles eram organizados em organizações reconhecidas e oficiais, como a Landsmannschaft Schlesien, financiada diretamente pelo governo alemão.

## Principais cidades na Silésia
- Bielsko-Biała (apenas Bielsko, Biała é a Pequena Polônia)
- Bolesławiec
- Brzeg
- Bytom
- Chorzów
- Cieszyn
- Frýdek-Místek
- Gliwice
- Głogów
- Görlitz
- Hoyerswerda
- Jelenia Góra
- Katowice
- Kłodzko
- Krnov
- Legnica
- Lubin
- Lubliniec
- Nysa
- Opava
- Ostrava (apenas parte da cidade, a outra parte é Morávia)
- Opole
- Racibórz
- Rybnik
- Świdnica
- Świętochłowice
- Třinec
- Tychy
- Wałbrzych
- Breslávia
- Zabrze
- Zgorzelec
- Zielona Góra
- Żagań